# Mahačkala
Mahačkala [mahačkalá] (rusko Махачкала́, avarsko МахӀачхъала, laško МахІачкъала, Анжи, Гьанжи, lezginsko, agulsko, tabasaransko, cahursko Магьачкъала, rutulsko МахаIчкала, kumiško Fort Maghach, azerbajdžansko Маһачгала, Mahaçqala, Анжи-Кала, čečensko Хинж-ГIала) je mesto na jugu Rusije, glavno mesto republike Dagestan v Severnokavkaškem zveznem okrožju (do 19.januarja 2010 dela Južnega zveznega okrožja). Je tretje največje mesto po številu prebivalcev v Severnokavkaški regiji in največje v Severnokavkaškem zveznem okrožju.
Leži na zahodni obali Kaspijskega morja in v njem domuje Osrednja Džuma-mošeja Mahačkale (Jusuf Bej Džami), ena največjih v Rusiji. Leta 2016 je imelo mesto 587.876 prebivalcev. V Mahačkali živi več kot 60 narodnosti in etničnih manjšin Dagestana, preostale Rusije in nekdanje Sovjetske zveze, od katerih je največ Avarcev in Lakcev.
Naselje so ustanovili leta 1844 kot vojaško utrdbo Ruskega imperija Petrovskoje (Петровское). Leta 1857 je dobilo status mesta in ime pristaniško mesto Petrovsk (портовый город Петровск) po ruskem carju Petru Velikem. To ime je povezano z legendo, da je v času perzijskega pohoda leta 1722 na tem mestu stal njegov vojaški tabor.
14. maja 1921 je po ukazu Dagestanskega revolucionarnega komiteja mesto postalo glavno mesto DASSR in preimenovano v sedanje ime Mahačkala v čast avarškega boljševika Magomed-Alija Dahadajeva s psevdonimom Mahač.